# Aeroportul Norman Wells
Aeroportul Norman Wells (IATA: YVQ, ICAO: CYVQ) este un aeroport din Norman Wells⁠(d), Region 2, Northwest Territories⁠(d), Teritoriile de Nord-Vest, Canada. Aeroportul a fost tranzitat în 2021 de 15.715 pasageri.
Situat la o altitudine de 72 m, aeroportul dispune de o singură pistă.